# Marie Růžičková-Strozzi
Marie Růžičková-Strozzi (3. srpna 1850 Litovel – 29. září 1937 Záhřeb) byla chorvatská herečka českého původu.

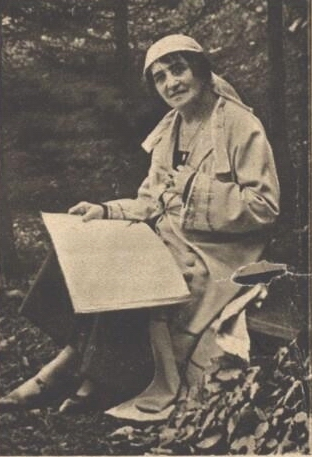
Marie Růžičková-Strozzi (Pestrý týden 1928)

## Život
Narodila se v Litovli-Olomouckém předměstí č. 94, v rodině krupaře (Griessler) Leopolda Růžičky (1824 – 1860) a jeho manželky Terezie, rozené Maulerové (*1825 nebo 1826). Pokřtěna byla Maria Theresia.
Když byly Marii čtyři měsíce, odstěhovala se rodina do Záhřebu, kde se otec stal hudebníkem v národním divadle. Vychodila německou klášterní školu a začala studovat zpěv. Kvůli přepětí ale ztratila hlas a zpěvu se dále nevěnovala. Začala se učit herectví a v roce 1868 vystoupila poprvé na scéně v roli Jany Eyrové v dramatu Sirotek lowoodský.
Po celou svou divadelní kariéru hrála v Záhřebu, hostovala v Praze, Brně, Sofii a po celém Chorvatsku. Na divadle v Záhřebu vystupovala ještě v roce 1935, jako pětaosmdesátiletá.
Zemřela v Záhřebu.

### Rodina
Roku 1872 se provdala za markýze Ferdinanda Strozziho (?–1905), potomka staré florentské rodiny, se kterým měla osm dětí. Z nich vynikli Tito Strozzi (1892–1970), chorvatský herec, režisér, spisovatel a překladatel a Maja Strozzi-Pečić (1882–1962), chorvatská operní pěvkyně.

## Dílo
Marie Růžičková Strozzi byla známa nejen jako herečka, ale i jako bojovnice za samostatnost Chorvatů a Slovinců (do roku 1918 příslušejících do Rakousko-Uherska) a jejich spojení se Srby, tj. pozdější Jugoslávie.

### Vystoupení v Česku
- V roce 1886 v Národním divadle v Praze ve čtyřech hrách (pěti představeních)[5][6]
- V roce 1894 navštívila rodnou Litovel
- V Národním divadle v Praze vystoupila v roce 1894 ve čtyřech hrách v celkem sedmi představeních[5][p 3]
- V roce 1894 hostovala též v Národním divadle v Brně

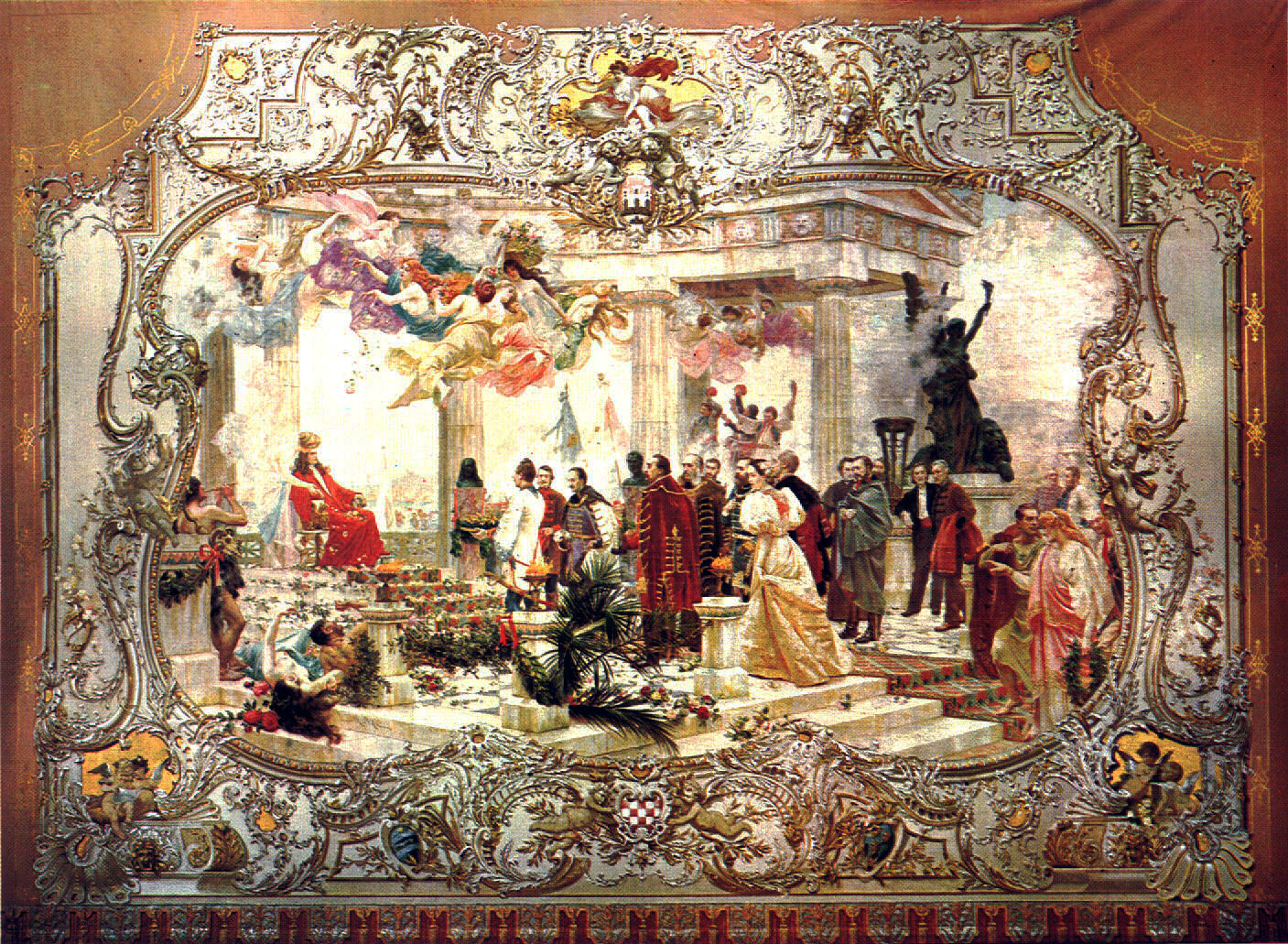
Vlaho Bukovac: Chorvatské obrození (opona s vyobrazením Marie Růžičkové Strozzi)

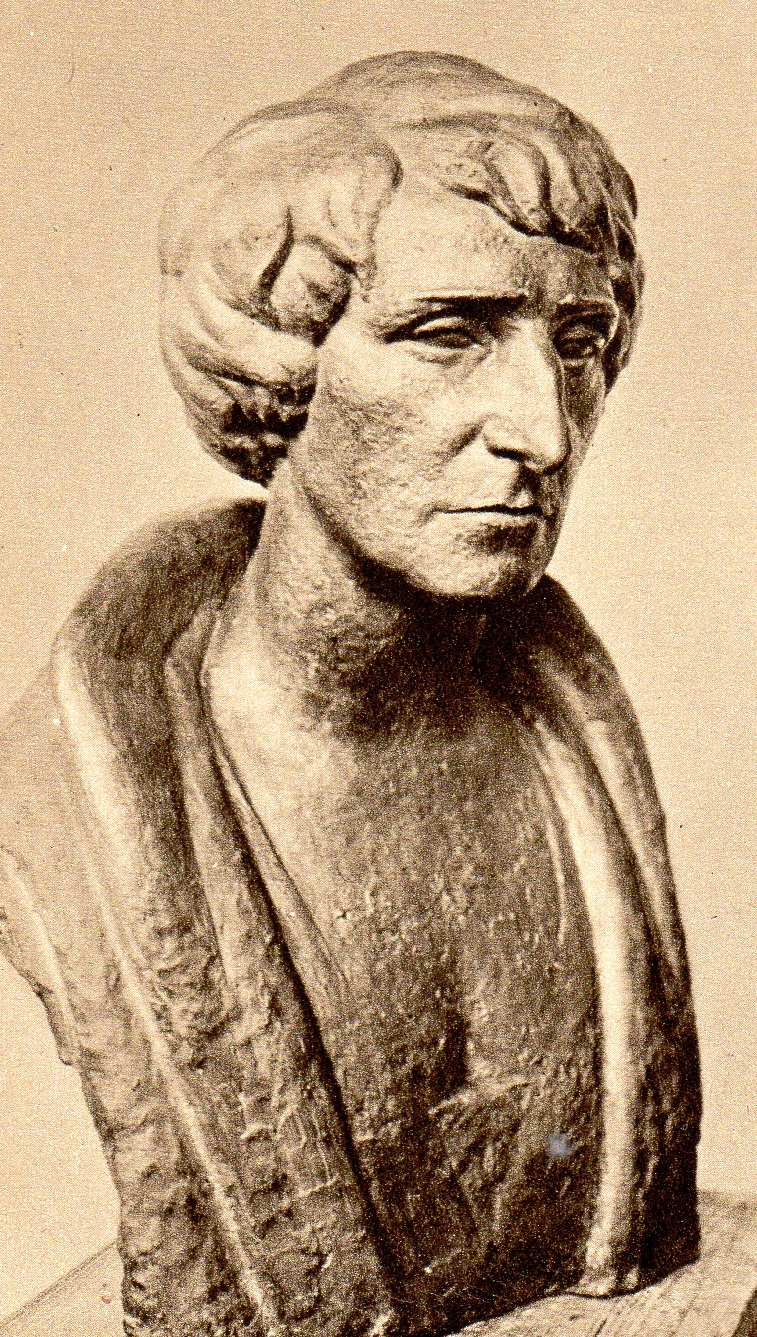
Marie Růžičková-Strozzi, busta pro Národní divadlo v Záhřebu (dobové foto, Pestrý týden 1932)

## Posmrtné ocenění

### V Československu (Česku)
- V roce 1935 byla na jejím rodném domku v Litovli odhalena pamětní deska. Ta ale byla za nacistické okupace odstraněna,[7] v roce 2013 zde byla znovu umístěna.[8]
- V roce 1928 jí prezident Masaryk udělil Řád Bílého lva[9]
- V roce 1937 byla jmenována čestným členem Národního divadla v Praze[10]

### V Chorvatsku
- Marie Růžičková Strozzi je vyobrazena na jedné ze slavnostních opon Národního divadla v Záhřebu, jejímž autorem je Vlaho Bukovac.[11]
- Jako jediné jí byla ještě za jejího života odhalena busta v chorvatském Národním divadle v Záhřebu
- Chorvatská pošta vydala v roce 2000 poštovní známku s jejím portrétem[12]